# Jean Galot
Jean Galot   (Ougrée, 31 d'agost de 1919 - Brussel·les, 18 d'abril de 2008) va ser un sacerdot jesuïta belga, teòleg i professor de teologia a la Universitat Gregoriana de Roma.
Autor espiritual molt fecund amb escrits fàcils d'entendre, va escriure nombrosos articles teològics i més d'un centenar d'obres de doctrina espiritual traduïdes a diversos idiomes. El seu camp d'investigació abraça la teologia trinitària, la cristologia, la patrologia (estudi de la paternitat divina), la pneumatologia (l'Esperit Sant), la mariologia, l'eclesiologia i l'escatologia.

## Biografia
Jean Galot va néixer als suburbis de Lieja el 31 d'agost de 1919. És fill d'Edmond Galot i Gabrielle Delfosse, que van tenir tres fills més, entre ells André i Anne-Marie.
Va fer les humanitats al Col·legi Saint-Stanislas de Mons i va continuar els seus estudis a la Facultat de Dret i Criminologia de Lovaina, on va obtenir un doctorat en criminologia. L'any 1941 va ingressar al noviciat jesuïta d'⁣Arlon als 22 anys, juntament amb 25 aspirants més.
Es va doctorar en filosofia i teologia. La seva tesi en teologia sacramental serà defensada a Roma i publicada sota el títol: «La naturalesa del caràcter sacramental: estudi de teologia medieval ".
Ordenat sacerdot el 1949, va ser responsable des de 1953 d'impartir cursos de teologia al teologat jesuïta de Lovaina a Eeghenhoven, on va romandre durant 19 anys.
L'any 1972, va ser nomenat professor a la Facultat de Teologia i a l'Institut de Ciències Religioses de la Pontifícia Universitat Gregoriana de Roma, on va impartir cursos de teologia dogmàtica i després de cristologia i mariologia fins al 1993. També ensenyarà al Saint-Albert College de Lovaina. Nomenat consultor de la Congregació Romana per al Clergat, col·laborà en la redacció de L'Osservatore romano, la Nouvelle Revue Théologique, així com les revistes Communio, Esprit & Vie i Civiltà cattolica. A les edicions Duculot-Lethielleux, dirigeix la col·lecció «Renouveau» que publica estudis sobre els textos del Concili Vaticà II.
Des de 1987 i fins a la seva mort, serà el líder internacional de la Unió Internacional del Cor Eucarístic Pro mundi vita". Professor emèrit des de l'any 1991, continua donant classes en seminaris i instituts religiosos de molts països diferents: Alemanya, Països Baixos, Croàcia, Austràlia, Japó, Taiwan i Estats Units.
L'any 2005, per motius de salut, va abandonar Roma per tornar al seu país natal on es va incorporar a la comunitat jesuïta de la 'maison Saint-Claude-La-Colombière', a Brussel·les. Aquí és on va morir a la matinada del 18 d'abril de 2008.

## Pensament teològic
En els debats teològics i pastorals sobre el sacerdoci catòlic posteriors al Concili Vaticà II, va defensar les posicions tradicionals a través dels seus escrits, tot integrant l'aportació conciliar, especialment pel que fa a la vida consagrada. En cristologia, es basa en el Concili de Calcedònia i el Nou Testament per afirmar la doble naturalesa de Crist i per denunciar la «nova cristologia» del teòleg dominic Schillebeeckx, que descriu com a «cristologia des de baix».
Anomenat el "mariòleg de Wojtyla", va inspirar el pensament marià del papa Joan Pau II i va col·laborar activament en la redacció de les seves setanta catequesis sobre la Santíssima Verge (1995-97). En particular, milita a favor de la proclamació d'un cinquè dogma marià –el controvertit títol de Maria corredentora encara que aquest títol s'eviti clarament en els textos conciliars. Sobre la qüestió de si Maria és morta o no, que roman lliure entre els teòlegs, el pare Galot opina per “una mort molt normal: així va completar la seva cooperació amb l'Encarnació". D'acord amb ell, "podem parlar d'una autèntica unanimitat en l'opinió de l'Església sobre la mort de Maria; unanimitat total fins als temps moderns, unanimitat amb algunes excepcions posteriors. És la doctrina comuna de la teologia, la predicació i la litúrgia, com demostren especialment els testimonis recollits a favor de l'Assumpció.».
També ofereix una meditació sobre la paternitat divina, una branca teològica que alguns anomenen "patrilogia". Remarcant que, fins ara, “la reflexió teològica, en donar un lloc d'interès a les persones del Fill, de l'Esperit Sant i de la Mare de Déu, amb prou feines s'ha centrat en la persona del Pare, origen i fi, principi, coherència i plenitud de tot el que existeix”, hi dedica cinc obres : El cor del Pare (1957), Descobrint el Pare (1985), Celebrant el Pare (1991), Pare, qui ets ? (1996) i Pare nostre que és amor (1998).
Pel que fa a l'escatologia, deplora el fet que només s'estudia des del punt de vista de la relació de l'home amb Déu i la replanteja en la seva dimensió trinitària.
En els seus escrits la seva preferència era per l'espiritualitat del cor que va desenvolupar llargament, a través de l'anàlisi teològica dels cors de Déu Pare, de Jesús i de Maria.

## Escrits
El pare Galot ha publicat innombrables articles i llibres espirituals per a la propagació i popularització de la doctrina catòlica. De gran erudició i profunda espiritualitat, va poder posar l'estudi teològic a l'abast del gran públic, gràcies al seu estil clar i precís. Col·laborant en la redacció de diverses revistes, és també autor d'apunts teològics del Diccionari d'espiritualitat (Beauchesne, 1958) i de nombroses oracions cristianes.